# Алмазненський сільський округ
Алма́зненський сільський округ (каз. Алмаз ауылдық округі, рос. Алмазненский сельский округ) — адміністративна одиниця у складі Чингірлауського району Західноказахстанської області Казахстану. Адміністративний центр — село Алмазне.
Населення — 723 особи (2021; 1211 у 2009, 1964 у 1999, 2291 у 1989).
Станом на 1989 рік існувала Алмазненська сільська рада (села Алмазне, Константиновка, Лебедевка, Чапаєво).

## Склад
До складу округу входять такі населені пункти:
| Населений пункт | Старі назви    | Населення, осіб (1989) | Населення, осіб (1999) | Населення, осіб (2009) | Населення, осіб (2021) |
| --------------- | -------------- | ---------------------- | ---------------------- | ---------------------- | ---------------------- |
| Аккудик, село   | Константиновка | 484                    | 402                    | 202                    | 40                     |
| Алмазне, село   | Алмазний       | 1376                   | 1208                   | 832                    | 532                    |
| Сегізсай, село  | Лебедевка      | 383                    | 354                    | 177                    | 151                    |
| Чапаєво, село   | -              | 48                     | -                      | -                      | -                      |